# Casa Maldonado (Puerto Varas)
La Casa Maldonado es una construcción de 1890, emplazada en la calle Quintanilla Nº 852 esquina Venegas, en la ciudad de Puerto Varas, Región de Los Lagos, Chile.
Esta casa  de 273 m² de construcción posee valor histórico y artístico se caracteriza por sus muros entablonados horizontalmente y cubierta hecha con tejuela de madera. 
Fue declarado Monumento Histórico el año 1992, mediante el D.S. 290 04/06/1992. En ese mismo decreto se declararon un conjunto de otros inmuebles considerados como de valor patrimonial, además de establecer la Zona Típica de la ciudad.